# 美國電力公司
美國電力公司（英語：American Electric Power，縮寫AEP）是美國一家主要的公共事業控股能源公司。在2020年2月，其電力服務輸送範圍覆蓋十一個美國州份超過五百萬個客戶。
美國電力公司以發電量計為全美國發電量最大的電力供應商，其擁有發電設施的發電容量近38,000兆瓦。美國電力公司同時擁有全美國最龐大的輸電網絡，覆蓋近39,000-英里（63,000-）的範圍，包括操作電壓在超高壓的765kV的輸電網，超過全美國其餘輸電網絡長度的總和。 美國電力公司的輸電系統直接或間接地提供服務予東部電力聯網（Eastern Interconnection）大約百份之十的電力需求量，覆蓋38個美國東部及中部州份和加拿大東部，以及德克薩斯電力可靠性委員會（Electric Reliability Council of Texas），即大部份德克薩斯州輸電網絡約百份之十一的電力需求量。
美國電力公司是首家使用 345kV 高壓輸電系統的電力營運商。該輸電系統始用於1953年。
在2018年，美國電力公司以利潤計於「財富美國500強」最大型美國企業排行第185位。

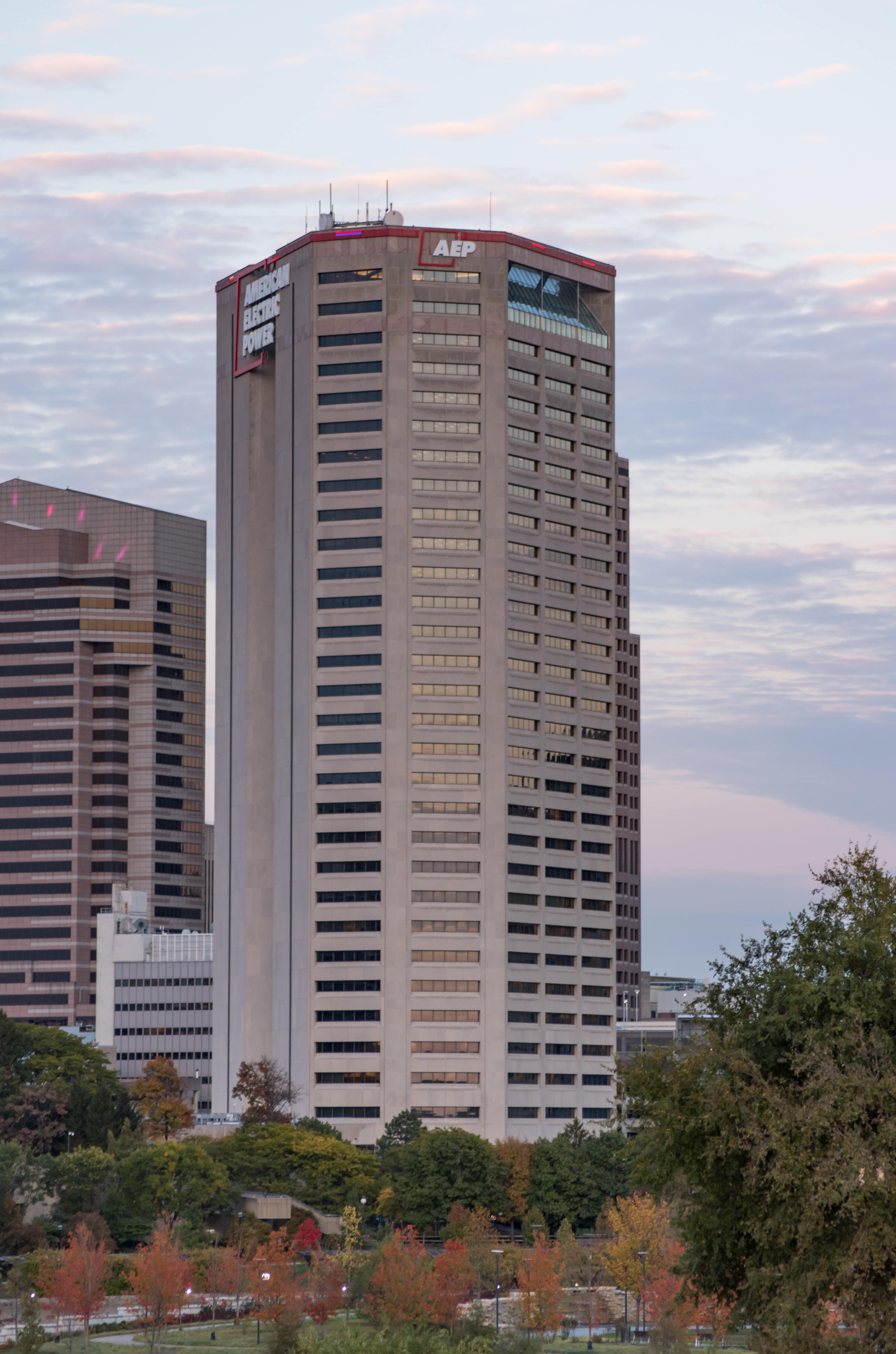
位於美國俄亥俄州哥倫布河畔廣場1號（1 Riverside Plaza）的美國電力公司總部。

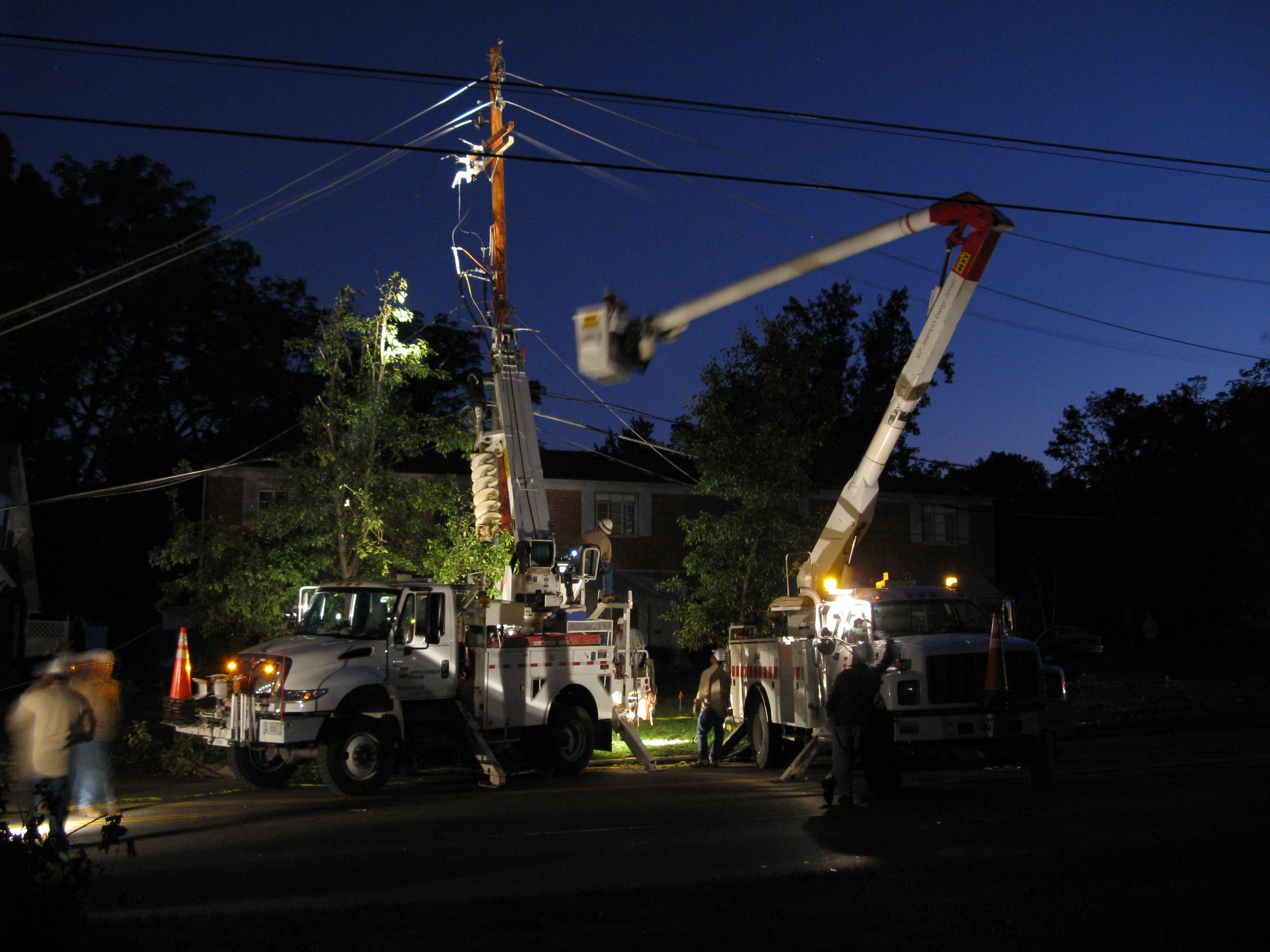
攝於2008年，美國電力公司員工正在修復受颶風艾克吹襲破壞的架空輸電線。

## 旗下子公司
美國電力公司旗下共分成七家子公司提供服務予不同地理範圍或地域: